# Britha biguttata
Britha biguttata là một loài bướm đêm trong họ Erebidae.